# البريصة
البريصة قرية سورية تتبع ناحية التمانعة في منطقة معرة النعمان في محافظة إدلب. بلغ عدد سكانها 616 نسمة في عام 2004 حسب إحصاء المكتب المركزي للإحصاء.